# Indian Love Call
Indian Love Call (originariamente pubblicata con il titolo The Call) è una canzone tratta dall'operetta Rose-Marie del 1924 con musiche di Rudolf Friml e Herbert Stothart, e libretto e testi di Otto Harbach e Oscar Hammerstein II. Inizialmente scritta per Mary Ellis, la traccia riscosse molto successo nell'interpretazione di altri artisti nel corso degli anni, diventando una delle canzoni più celebri di Friml.
L'operetta è ambientata sulle montagne rocciose del Canada. In quasi tutte le versioni di Rose-Marie, inclusa la celebre versione cinematografica del 1936, Indian Love Call, una sorta di richiamo d'amore dei nativi americani, viene ripresa svariate volte durante lo svolgersi della trama come tema ricorrente.

## Versione di Nelson Eddy & Jeanette MacDonald
Quando Nelson Eddy e Jeanette MacDonald eseguirono il brano in duetto nella versione cinematografica del 1936 di Rose-Marie, la canzone divenne un successo negli Stati Uniti e nel 2008 è stata premiata con la Grammy Hall of Fame Award.

## Versione di Slim Whitman
Nel 1952, Slim Whitman, il cowboy cantante jodel, pubblicò una versione del brano nel suo 45 giri Indian Love Call/China Doll. La versione di Whitman acquisì ulteriore fama nel 1996, quando venne inserita nel film Mars Attacks! di Tim Burton, dove la canzone è l'imprevista arma mortale che riesce a sconfiggere l'invasione aliena in corso sulla Terra. Nel film, agli alieni, alle prime note del canto yodel di Whitman, esplode la testa.

## Altre versioni
- Nel 1938, Artie Shaw and His Orchestra pubblicarono una versione di Indian Love Call, come B-side di Begin the Beguine di Cole Porter.[9]
- Nel 1939 Fred Lowery pubblicò una versione che vendette circa due milioni di copie.[10]
- Nel 1951, Chet Atkins pubblicò Indian Love Call su singolo, che venne successivamente inserito in diversi album quali Stringin' Along with Chet Atkins e The Best of Chet Atkins.[11]
- Spike Jones eseguì una caratteristica reinterpretazione della canzone nello The Spike Jones Show.[12]
- Nel 1962, la versione pubblicata da Karl Denver su singolo raggiunse la posizione numero 32 in Gran Bretagna.[13]
- Nel 1963, Anna Moffo & Sergio Franchi nell'album The Dream Duet.[14]
- Nel 1964 Gloria Lynne come B-side del singolo I Should Care.[15]
- Nel 1975 Ray Stevens su 45 giri, raggiungendo la posizione numero 38 nella U.S. Country Chart.
- Nella stagione 1976–1977 del Muppet Show, i muppet Wayne e Wanda eseguono un breve accenno della canzone (0:32) in duetto.[16][17]
- Sara Davis Buechner[18]
- Kenny Roberts